# Guillaume Coelho
Guillaume Coelho (sinh ngày 19 tháng 3 năm 1986 tại Le Puy-en-Velay) là cựu cầu thủ bóng đá chuyên nghiệp người Pháp. Trong cả sự nghiệp, anh thi đấu ở vị trí hậu vệ.